# هالکین
هالکین (به انگلیسی: Halkyn) یک منطقهٔ مسکونی در بریتانیا است که در فلینتشر واقع شده‌است. هالکین ۲٬۸۷۹ نفر جمعیت دارد.